# St. Jakob-Turm
Il St. Jakob-Turm è un grattacielo alto 71 metri costruito dal 2005 al 2008 a Basilea La torre è stata costruita parallelamente all'ampliamento dello stadio di calcio St. Jakob-Park e viene utilizzata per ospitare degli uffici e 37 appartamenti. È stata progettata dagli architetti Herzog & de Meuron.